# Tsodilo
Hribi Tsodilo (Cvanščina Lefelo la Tsodilo) so na Unescovem seznamu svetovne dediščine (WHS), ki ga sestavljajo skalne poslikave, skalna zavetja, vdolbine in jame v Bocvani v Južni Afriki. Na seznam WHS so bili uvrščeni leta 2001 zaradi svojega edinstvenega verskega in duhovnega pomena za lokalno prebivalstvo, pa tudi zaradi edinstvene zgodovine človeške poselitve skozi več tisočletij. UNESCO ocenjuje, da je na najdišču več kot 4500 skalnih poslikav. Najdišče sestavlja nekaj glavnih hribov, znanih kot Otroški hrib, Ženski hrib in Moški hrib.

## Geografija
Obstajajo štirje glavni hribi. Najvišji je visok 1400 metrov nadmorske višine in je ena najvišjih točk v Bocvani. Štirje hribi so običajno opisani kot "Moški" (najvišji), "Ženski", "Otroški" in neimenovani grič. Od Shakaweja so oddaljeni približno 40 km in do njih se lahko pride po dobri, urejeni makadamski cesti.
Med dvema največjima hriboma je urejeno kampiranje s tuši in stranišči. Je v bližini najbolj znanih slik San na tem najdišču, plošče Laurens van der Post, po južnoafriškem pisatelju, ki je slike prvi opisal v svoji knjigi Izgubljeni svet Kalaharija iz leta 1958. V bližini kampa je majhen muzej in letališče.

## Arheologija
Ljudje že tisočletja uporabljajo hribe Tsodilo za slikanje in obrede. UNESCO ocenjuje, da je na hribih 500 posameznih najdišč, ki predstavljajo tisočletja človeškega bivanja. Skalna umetnost na hribih je povezana z lokalnimi lovci in nabiralci. Domneva se, da so predniki ljudstva San ustvarili nekatere poslikave v Tsodilu in da so tudi naseljevali jame in skalna zavetja. Obstajajo dokazi, da so bila ljudstva Bantu odgovorna za nekatere umetnine v hribih. Nekatere poslikave so datirane že 24.000 let pred sedanjostjo.

### Nosorogova jama
Nosorogova jama je na severnem koncu Ženskega hriba in ima dve glavni steni, kjer so poslikave. Slika belega nosoroga (po kateri je jama dobila ime) je na severni steni in jo prekinja druga poslikava žirafe. Izkopavanja jamskega dna so odkrila veliko kamnitega materiala. V tej jami ni lupine nojevih jajc, kostnih artefaktov, keramike ali železa, vendar so v plasteh iz poznejše kamene dobe našli nekaj fragmentov oklepov mongongo.
Oglje, najdeno med izkopavanji, je datirano v afriško železno dobo, pozno kameno dobo (LSA) in srednjo kameno dobo (MSA). Večina kamnitih artefaktov iz LSA je bila izdelanih iz lokalnih materialov, kot sta kremen in jaspis. Artefakti MSA iz jame so večinoma pripravljene konice izstrelkov. Konice so običajno v različnih fazah izdelave, nekatere so zapuščene, nekatere pa dokončane.
Slike v Nosorogovi jami so večinoma na severni steni in so pobarvane z rdečim ali rdeče-oranžnim pigmentom, razen nosoroga, ki je bil pobarvan belo. Okoli nosoroga in žirafe so različne poslikave, večinoma rdeče, geometrijskih motivov. Na nasprotni steni je jama gostila utore in vdolbine, ki so bili vklesani v skalo. Morda so bile ustvarjene s kladivi ali brusnimi kamni iz obdobja LSA, ki so bili najdeni v Tsodilu.

### Bele slike
Bela skalna umetnost v Tsodilu je povezana z Bantujci. Številne bele slike so v primerno poimenovanem skalnem zavetišču Bele slike, ki je na Moškem hribu. (V tem zavetišču so tudi rdeče slike.) Bele slike prikazujejo živali, tako domače kot divje, pa tudi človeške figure. Človeške figure so običajno naslikane z rokami na bokih. Peščica jih je na konju, kar kaže na to, da so bile naslikane ne prej kot sredi 19. stoletja, ko so bili konji prvič predstavljeni na tem območju.
Datumi, pridobljeni iz oglja, lupine nojevih jajc, vzorcev kosti in usedlin, so segali od MSA do LSA. (Obstajajo tudi dokazi, da je bilo najdišče uporabljeno v zgodovinskem obdobju: v zgornjih plasteh izkopavanj na najdišču so našli najlonski gumb in evropske steklene kroglice.) Plasti LSA so vključevale kladiva in brusne kamne, skupaj s kostnimi artefakti in mirkolitiki. Odkrili so tudi drobce keramike, kroglice iz nojevih jajčnih lupin in lupine mongongo (Schinziophyton rautanenii). Med nahajališči MSA so bila kamnita rezila in druga kamena orodja.

### Rdeče poslikave
Hribovje Tsodilo ima nešteto rdečih skalnih poslikav; najdemo jih lahko povsod po najdišču. V Nosorogovi jami se zdi, da so nekatere rdeče poslikave starejše od belega nosoroga. Rdeče poslikave tukaj in okoli Tsodila pripisujejo ljudstvu San (Grmičarji).

### Zavetišče v skalni depresiji
To najdišče, ki je na severozahodni strani Ženskega hriba, je dobilo ime po vdolbinah, ki so bile vklesane v stene zavetišča. Te oznake spremljajo rdeče poslikave nečesa, kar je videti kot govedo, pa tudi geometrijski elementi. Najzgodnejše naseljevanje najdišča v skalni depresiji, datirano na podlagi vzorcev oglja, je bilo vsaj 30.000 let nazaj. Izkopavanja so odkrila kamnito orodje LSA in artefakte iz železne dobe. Lončenina, najdeno v najglobljih plasteh, je datirana v prvo stoletje in je povezano z najstarejšimi kamnitimi artefakti, najdenimi na tem območju. V različnih nahajališčih, vključno z najglobljimi plastmi, so odkrili tudi lupine orehov mongongo, zaradi česar so to najstarejši orehi mongongo, kar jih je bilo kdaj najdenih v arheološkem kontekstu.

### Metalurgija
Hribovje Tsodilo sestavlja več arheoloških najdišč. Dve od teh najdišč, znani kot Divuyu in Nqoma, imata dokaze o kovinskih artefaktih iz zgodnje železne dobe. Izkopavanja na obeh najdiščih so vsebovala fragmente nakita in kovinskega orodja, vse izdelano iz železa in/ali bakra. Kosi nakita so bili iz zapestnic, kroglic, verižic, uhanov, prstanov in obeskov, orodje pa je vključevalo dleta, izstrelke in konice puščic ter celo rezila. Ti dve najdbi imata podobno tehnologijo izdelave, vendar se razlikujeta po slogu obdelave kovin. Žlindra in šobe kažejo, da sta bila Divuyu in Nqoma morda območji za taljenje železa, zaradi česar sta eno redkih najdišč iz zgodnje železne dobe v južni Afriki z dokazi o obdelavi kovin.

## Kulturni pomen
Ti hribi imajo velik kulturni in duhovni pomen za ljudstvo San v Kalahariju. Verjamejo, da so hribi počivališče za duhove umrlih in da bodo ti duhovi povzročili nesrečo in nesrečo, če bo kdo lovil ali povzročil smrt v bližini hribov. Tsodilo je tudi predmet razprav o tem, kako so Sani nekoč živeli.

### Ustna izročila
Mnogi lokalni prebivalci okoli hribovja Tsodilo imajo zgodbe o preteklosti, ki se nanašajo na številne poslikane jame in skalnate zaklonišča na tem mestu. Ustna izročila pogosto pripovedujejo o ljudstvu Zhu, lokalni skupini San, ki je uporabljalo skalnate zaklonišča za zaščito pred elementi ali kot obredna območja.
Ena zgodba pravi, da so lovci prihajali v skalnate zaklonišča, da bi se obrnili na prednike, če lov ni bil uspešen. Nato so prosili za dober lov, ko so naslednjič šli ven. V zahvalo so se ljudje, ko je bil lov uspešen, vrnili v zaklonišče in kuhali za svoje prednike. V nekaterih od teh domnevnih taborišč je malo ali nič dokazov o ostankih ognja.
Kljub temu obstajajo območja, kjer se izvajajo obredi, kot so molitve za priklic dežja. Starejši ljudje na tem območju se še vedno spominjajo, da so nekatera skalna zavetja uporabljali kot taborišča, ko so bili otroci. Skalno zavetišče Bele slike je bilo morda uporabljeno kot taborišče v deževnem obdobju že pred 70–80 leti.
Lokalno ljudstvo San verjame, da je Tsodilo rojstni kraj vsega življenja, umetnost pa so tam ustvarili potomci prvih ljudi. Geografija Tsodila, poti in žlebovi v zemlji so znani kot poti in odtisi prvih živali, ki so vodile do prvega napajališča. Naravni vodni izvir v Tsodilu, blizu Ženskega hriba, se uporablja tako kot mesto za zbiranje vode kot tudi kot mesto za obrede. Velja za svetega in ga nešteto ljudstev uporablja za čiščenje, zdravljenje in zaščito.

## Trditev o najstarejšem znanem ritualu
Leta 2006 je najdišče, znano kot Nosorogova jama, postalo znano v medijih, ko je Sheila Coulson z Univerze v Oslu izjavila, da so odkrili 70.000 let stare artefakte in skalo, ki spominja na pitonovo glavo in predstavlja prve znane človeške rituale. Svojo razlago najdišča kot kraja obreda je podprla tudi na podlagi upodobitev drugih živali: »V jami najdemo le tri najpomembnejše živali ljudstva San: pitona, slona in žirafo. Od takrat so nekateri arheologi, ki so sodelovali pri prvotnih raziskavah najdišča v letih 1995 in 1996, izpodbijali te interpretacije. Poudarjajo, da vdolbine (arheologi jih poznajo kot kupule), ki jih je opisal Coulson, ne izvirajo nujno iz istega obdobja in da »so številne vdolbine zelo sveže, druge pa so prekrite z močno patino.« Tudi druga najdišča v bližini (več kot 20) imajo vdolbine in ne predstavljajo živali. Radiokarbonsko in termoluminiscenčno datiranje iz srednje kamene dobe za to najdišče ne podpira številke 70.000 let, kar kaže na veliko novejše datume.
Arheologi v razpravi o poslikavi pravijo, da je poslikava, opisana kot slon, pravzaprav nosorog, da rdeča poslikava žirafe ni starejša od 400 n. št. in da je bela poslikava nosoroga novejša ter da strokovnjaki za skalno umetnost menijo, da so rdeče-bele poslikave delo različnih skupin. Coulsonovo interpretacijo označujejo za projekcijo sodobnih prepričanj v preteklost in jo imenujejo sestavljena zgodba, ki je »povsem zavajajoča«. Na Coulsonovo izjavo, da so to edine poslikave v jami, odgovorijo, da je prezrla rdeče geometrijske poslikave, najdene na steni jame.
Razpravljajo tudi o ožganih konicah iz srednje kamene dobe in pravijo, da ni nič nenavadnega pri uporabi nelokalnih materialov. Zavračajo trditev, da na najdišču niso našli običajnega orodja in ugotavljajo, da so številna najdena strgala običajna orodja in da obstajajo dokazi o izdelavi orodij na najdišču. V razpravi o »skrivni sobi« opozarjajo na pomanjkanje dokazov, da so šamani San uporabljali sobe v jamah ali da je bila ta uporabljena na tak način.